# Genshin Impact
A Genshin Impact  egy akció-szerepjáték, amelyet a miHoYo fejlesztett, és adott ki. Microsoft Windowsra, PlayStation 4-re, Androidra és iOS -re 2020 szeptemberében, PlayStation 5-re 2021 áprilisában adták ki, és a tervek szerint a jövőben a Nintendo Switchen is játszható lesz. A játék anime stílusú, nyílt világú környezettel, és egy akcióalapú harcrendszerrel rendelkezik. A játék alapvetően ingyenesen játszható, a gacha játékmechanika révén szerzi a bevételét. A Honkai Impact 3rd (2016) után fejlesztették ki, hasonló elnevezési sémával, de a Genshin Impact nem ennek a folytatása.
A Genshin Impact Teyvat fantáziavilágában játszódik, amely hét különböző nemzetnek ad otthont. Ezek mindegyike más elemhez  kötődik, és más isten uralja őket.  A történet az Utazót (Traveler) követi, aki számtalan világot bejárt ikertestvérével, mielőtt Teyvatban útjaik elváltak egymástól. Az Utazó az elveszett testvérét keresi utastársával, Paimonnal, miközben Teyvat nemzeteinek ügyeibe keveredik.
A játékot 2017 elejétől egészen 2020-ig, négy éven át fejlesztették. Kiegészítésként a miHoYo egy hozzá tartozó mangát is kiadott, további tervekkel együtt a tie-in médiába. A játék általánosságban pozitív kritikákat kapott. A kritikusok közül néhányan dicsérték a játék harcstílusát és nyitott világát, míg mások kritizálták a sekélyes végjátékot és a bevételszerzési modellt. A játék nagy kereskedelmi sikert ért el, ugyanis több mint 2 milliárd dollárt keresett megjelenésének első évében.

## Játékmenet
A Gensin Impact lehetővé teszi, hogy a játékos négy cserélhető karaktert egy csapatban használjon. A karakterek közötti váltás gyorsan megtehető akár harc közben is, így többféle képesség- és támadáskombináció alkalmazható. A karakterek erősségei különféle módokon fejleszthetők, a játékos például növelheti a karakterének szintjét, feljavíthat különböző tárgyakat és fegyvereket. A felfedezés mellett pedig rengeteg kihívást is teljesíthet jutalomért. Teyvat tele van olyan boss-okkal és kihívásokkal, melyek a játékost rendkívül értékes felszereléssel jutalmazzák meg. Ilyen például a Stormterror és az Electro Hypostasis, de ezek begyűjtéséhez gyantának (resin) nevezett valutát kell elhasználni, amely idővel újra regenerálódik. Ezeknek a kihívásoknak a teljesítése lehetővé teszi a Kaland Rang (Adventure Rank) növelését ami új küldetéseket, feladatokat nyit meg, és emeli a Világszintet. A Világszint azt méri, hogy mennyire erősek a játékban lévő ellenségek, illetve milyen ritkák a legyőzésük által megszerzett jutalmak. 
A játékos a karakterek irányítása közben olyan műveleteket hajthat végre, mint a futás, mászás, úszás és siklás, melyeket az állóképesség korlátoz. Egyes karakterek olyan képességekkel rendelkeznek, amelyek megváltoztathatják a környezetet, mint például a víz megfagyasztása, hogy olyan utat hozzon létre, amely segítheti a játékost a terepen való áthaladásban. Számos csomópont létezik szerte a világban, amelyekhez a játékosok teleportálhatnak. A Statues of The Seven néven ismert szobrok például meggyógyíthatják és újraéleszthetik a karaktereket, és olyan előnyökkel ruházzák fel őket, mint az állóképesség növelése. Az olyan tárgyak, mint például az élelmiszer és az érc, beszerezhetők a nyílt világból. Az ellenségek és a kincsesládák olyan típusú erőforrásokat adnak, amelyek felhasználhatók a karakter erejének növelésére. A játékosok az élelmet vadállatok levadászása által szerezhetik be, gyümölcsöt és zöldséget gyűjthetnek, vagy megvásárolhatják őket egy boltból. Vannak olyan hozzávalók, amelyekből ételt lehet készíteni, és amelyek helyreállítják a karakterek egészségét vagy javítják a különböző statisztikákat. A játékosok olyan érceket is bányászhatnak, melyek finomíthatók, majd felhasználhatók a fegyverek erejének növelésére vagy újabb fegyverek létrehozására.
Minden karakternek két egyedi harci képessége van: egy elemi képesség és egy elemi robbanás. Az elemi képesség bármikor használható, kivéve a használat utáni lehűlési időszakot. Ezzel szemben az elemi robbanásnak energiaköltsége van, ezért a felhasználónak elegendő elemi energiát kell felhalmoznia ellenségek legyőzésével vagy elemi állapothatások kiváltásával. Minden karakter a hét természetes elem közül az egyikben jártas, mint például a Cryo, Dendro, Pyro, Hydro, Anemo, Electro és Geo, amelyek a jégnek, a természetnek, a tűznek, a víznek, a levegőnek, az elektromosságnak és a földnek felelnek meg. Ezek az elemek különböző módon kölcsönhatásba léphetnek; például, ha egy Hydro támadás eltalál egy célpontot, akkor azt a "Nedves" státusz effektussal sújtja, ha pedig a játékosok Cryo-val támadnak, akkor "Hideg"-gel. Ez a két állapothatás egyesülésekor a „Frozen” (fagyott) effektus jön létre. Ez átmenetileg megakadályozza az ellenséget abban, hogy bármilyen műveletet hajtson végre, amíg a játékos elegendő sebzést okoz neki. A karakterek közötti váltás a harc során, és ezen képességek végrehajtása lehetővé teszi az elemi interakciók létrejöttét. Bizonyos elemi képességekre különböző rejtvények megoldásához is szükség lehet.
A játék többjátékos módban, azaz co-op formájában is elérhető. Legfeljebb 4 játékos játszhat együtt egy világban. A felhasználóknak arra is lehetősége van, hogy egy másik játékos világába kérjenek belépést. Ha a játékos más játékosokkal együtt szeretne teljesíteni egy domaint, akkor automatikusan összekerül másokkal, akiknek ugyanez a célja. A játék platformok közötti játékot kínál, így a játékosok bármilyen platformon játszhatnak egymással.
A történet előrehaladását elősegítő küldetések teljesítésével a játékos öt további játszható karaktert oldhat fel, és további karaktereket szerezhet meg a gacha mechanika és a játékon belüli időszakos események révén. Számos játékbeli pénznem, amelyek alkalmazáson belüli vásárlással és játék közben szerezhetők be, felhasználhatók új karakterek és fegyverek megvételére. A rendszer garantálja, hogy a játékos ritka tárgyakat kapjon egy meghatározott számú húzás után.

## Történet

### Helyszín
A Genshin Impact Teyvat világában játszódik, amely hét nagy nemzetből áll: Mondstadt, Liyue, Inazuma, Sumeru, Fontaine, Natlan és Sznyezsnaja (eredeti nevén: Snezhnaya / Снежная [havas]), melyek mindegyikét a hét Archon  egyike uralja. Az égban lebeg Celestia titokzatos szigete mely az Archonoknak és kiválasztott halandóknak ad otthont, akik nagy, hősi tettekkel emelkedtek fel az istenségig. A föld alatt Khaenri'ah nemzetének romjai hevernek, amelyet 500 évvel a játék eseményei előtt elpusztítottak az istenek. A hét nagy nemzettel ellentétben Khaenri'ah-t nem egy isten uralta. Az alap karakter, az Utazó (a játékos választásától függően férfi vagy nő) elválik az ikertestvérétől, és Teyvat csapdájába esik. Egy társ, Paimon csatlakozik hozzá, miközben Teyvaton keresztül utaznak elveszett testvére után kutatva. A férfi utazó neve Aether, a női utazóé pedig Lumine; bár a játékosok kiválaszthatják a saját kitalált nevüket is. Az Utazó testvérekre (a játékos által választott iker nemétől függetlenül) a játék Traveler-ként, ikertestvére pedig saját nevén hivatkozik, egyénileg választott nevüktől eltekintve.
Minden nemzet tiszteli a Hetek (The Seven) nevezetű, istenekből álló csoport tagjainak egyikét, az Archonokat, akik mindegyike a hét nemzet valamelyike felett áll, és a hét fő elem (Anemo, Geo, Electro, Dendro, Hydro, Pyro, Cryo) valamelyikét uralja. A Hetek minden tagja kötődik a játék egyik eleméhez, és ez a nemzet vonatkozásában is tükröződik. Barbatos, Rex Lapis, Raiden Shogun és Carica / Cárica (eredeti nevén: Tsaritsa / Царица [cárnő]) Mondstadt, Liyue, Inazuma és Sznyezsnaja Archonjai. Az Archon által kiválasztott, meghatározott egyének Víziót kapnak, azaz olyan mágikus drágaköveket, amelyek hordozói képesek parancsolni egy bizonyos elemnek, és lehetőségük nyílik arra, hogy felemelkedjenek az istenségbe és Celestiában tartózkodjanak.
Mondstadt, a szabadság városa, amely az Anemo Archon Barbatos nevű istent tiszteli. A város egy szigeten, egy tó közepén helyezkedik el.  A helyet Favonius lovagjai őrzik, akiknek az a feladata, hogy megvédjék Mondstadtot és polgárait.  Délnyugatra Liyue városa terül el, melynek istene Geo Archon Rex Lapis. A település Teyvat legnagyobb piaci kikötője. A kikötővárost a Liyue Qixing, üzleti vezetők egy csoportja és az Adepti néven ismert ősi őrzők vezetik, akik olyan mágikus lények, mint maga Rex Lapis.   A tenger túloldalán, délkeletre fekszik az izolacionista szigetország, Inazuma, amelyet Raiden Shogun tekintélyelvű rezsimje és három kormányzati szerv felügyel, amelyek együtt alkotják  a Tenryou Bizottság, a Kanjou Bizottság és a Yashiro Bizottság, (katonai és végrehajtói ügyek, pénzügyek és külügyek, ünnepi ügyek) rendszerét.   Liyue-tól nyugatra fekszik Sumeru, a Dendro elem technokrata állama. Itt a bölcsesség és tudás a legértékesebb, a legnagyobb hatalom az Akadémia bölcseinek kezében van. Az ország nem túl rég vesztette el archonját, az új Dendro istent, "Kusanali kisvezért" a bölcsek nem ismerik el. Még nyugatabbra terül el a nagy kiterjedésű sivatag, amely a törvényen kívüli eremitek otthona.
A Cryo Archon Carica által irányított Sznyezsnaja, Fatui névre keresztelt diplomatákat küld más városokba, hogy látszólag fenntartsák a barátságos megjelenést, miközben titokban tisztességtelen módszereket alkalmaznak. A Fatuit a Tizenegy Hírnök vezeti, akiket rendkívüli jogkörrel és végrehajtó hatalommal ruházott fel Carica. Köztük van Scaramouche, La Signora és Tartaglia "Childe", akik a hatodik, nyolcadik és tizenegyedikek a hírnökök közül. A Fatui mellett egy másik ellenséges frakció a játékban az Abyss Order, a szörnyek hada, amely az egész emberiség ellenségének vallja magát. 

## Fejlesztés
A Genshin Impact fejlesztését 2017. január végén kezdték meg, a kezdeti 120 fős csapattal, ami az év végére 400-ra nőtt, és 2021 februárjára elérte a 700-at. A miHoYo először 2019 júniusában mutatta be a játékot, amit a Unity motor segítségével fejlesztettek ki. A fejlesztési és marketing költségvetés körülbelül 100 millió dollárba került, így napjainkban ez az egyik legdrágább fejleszthető videojáték. A játék bejelentése és a megjelenése között zárt béta teszteket tartottak, amelyek lehetővé tették meghívott játékosok számára, hogy felfedezzék és kipróbálják a nyitott világot. A játékosok 4 nyelven állíthatnak be szinkronhangot, és emellett 13 különböző nyelvű szöveget. 

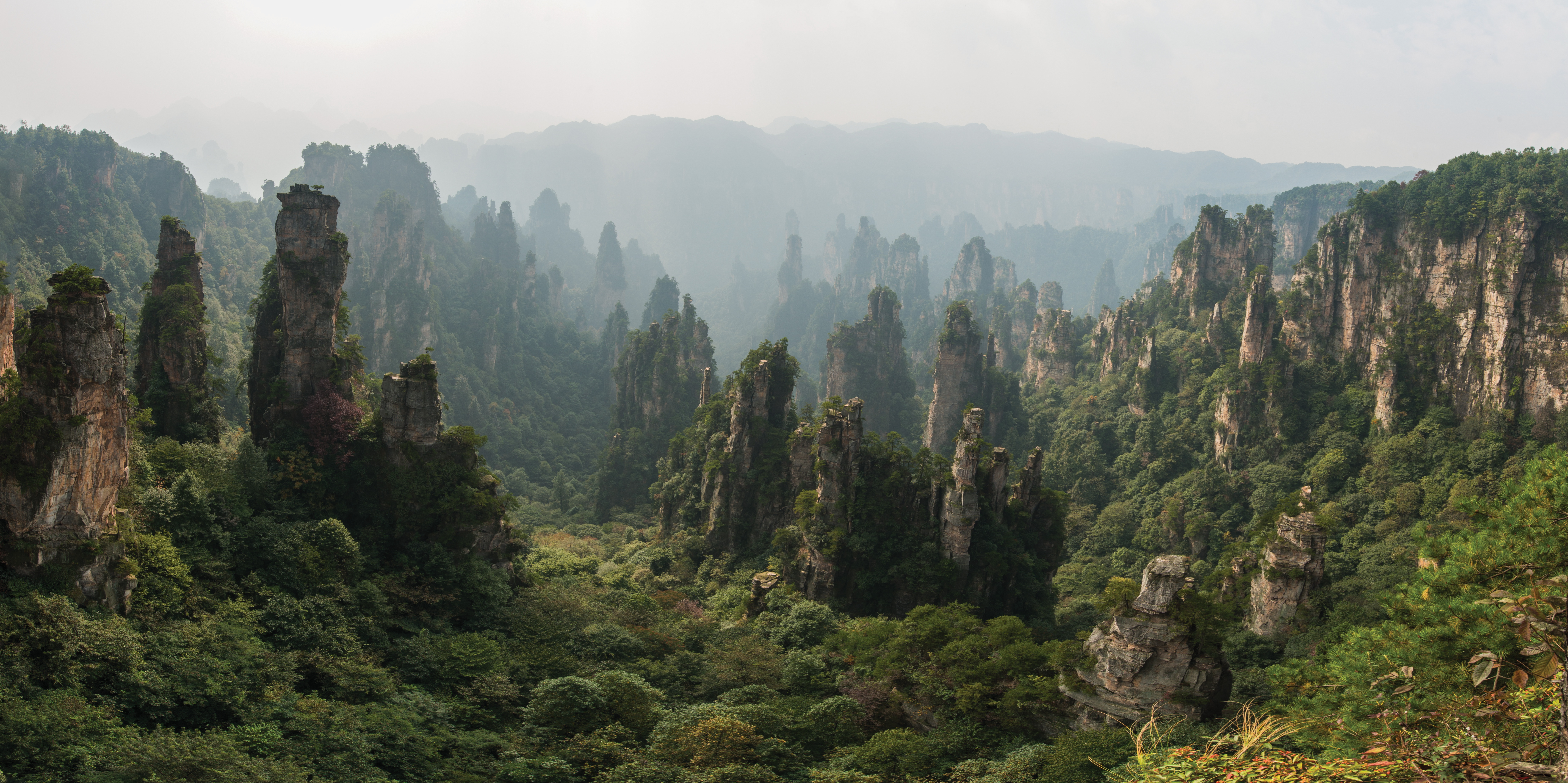
A miHoYo valós helyszínekből merített ihletet, például a kínai Hunan tartományban található Zhangjiajie Nemzeti Erdőparkból, Teyvat világának fejlesztettéséhez.

A Legend of Zelda: Breath of the Wild- ot nagyra becsüli a fejlesztőcsapat, és a Genshin Impact egyik fő inspirációjaként említik. A fejlesztők célja az volt, hogy a játék egyedi és szórakoztató legyen a küldetés- és harcrendszerei, valamint az események és a felfedezési mód tekintetében is. A játékot platformok közötti játéknak tervezték, így a játék PC-re és PlayStation platformokon való fejlesztése lehetővé tette a játék grafikájának javítását, mint például a valósághű árnyékok megjelenítését. A játék általános művészi elképzelése az " anime " művészeti stílust a valós világ kultúráinak kulcsfontosságú elemeivel ötvözi. Liyue városát például, egy újragondolt kínai kultúraként, egy fantáziavilág perspektíváján keresztül valósították meg, amely olyan létező helyszínekből merített ihletet, mint a Zhangjiajie National Forest Park és a Tianmen Mountain.

## Fordítás
Ez a szócikk részben vagy egészben  a   Genshin Impact című angol Wikipédia-szócikk ezen változatának fordításán alapul.  Az eredeti cikk szerkesztőit annak laptörténete sorolja fel. Ez a jelzés csupán a megfogalmazás eredetét és a szerzői jogokat jelzi, nem szolgál a cikkben szereplő információk forrásmegjelöléseként.